# Valerij Sergejevič Vilinskij
Valerij Sergejevič Vilinskij (rusky: Валерий Сергеевич Вилинский; 16. července 1903 Oděsa – 11. května 1955 Praha) byl ukrajinsko-ruský publicista, redaktor, spisovatel a historik žijící v Československu. Mimo jiné se ve svém díle zabýval vývojem východní Evropy, slavistikou a unionismem. Byl činný v Orlu.
V prvorepublikovém období vystudoval práva, poté přispíval do Lidových novin a Přítomnosti a pracoval ve státních službách, během nacistické okupace patřil mezi aktivistické novináře, po druhé světové válce ho před potrestáním v retribučním procesu zachránila NKVD. Poté působil jako komunistický agent V-101, jenž mimo jiné předem informoval představitele KSČ o chystaných krocích demokratických stran v únoru 1948.
Svůj život pravděpodobně ukončil sám zastřelením.